# Communauté de communes du Pays-de-Fontenay-le-Comte
La communauté de communes du Pays-de-Fontenay-le-Comte (CCPFC) est une ancienne structure intercommunale à fiscalité propre française située dans le département de la Vendée et la région des Pays de la Loire.
Créée le 1er janvier 2001, elle disparaît le 31 décembre 2016 à la suite de la création de Pays-de-Fontenay-Vendée, entité résultant de la fusion de la communauté de communes avec celle du Pays-de-l’Hermenault.

## Composition
Elle comprend les 19 communes suivantes :
| Nom                       | Code Insee | Gentilé       | Superficie (km2) | Population (dernière pop. légale) | Densité (hab./km2) |
| ------------------------- | ---------- | ------------- | ---------------- | --------------------------------- | ------------------ |
| Fontenay-le-Comte (siège) | 85092      | Fontenaisiens | 34,05            | 13 640 (2015)                     | 401                |
| Auzay                     | 85009      | Auzaciens     | 13,80            | 658 (2015)                        | 48                 |
| Bourneau                  | 85033      | Bournaisiens  | 16,36            | 747 (2015)                        | 46                 |
| Chaix                     | 85044      | Chaisiens     | 7,41             | 464 (2015)                        | 63                 |
| Doix lès Fontaines        | 85080      |               | 23,87            | 1 717 (2015)                      | 72                 |
| Foussais-Payré            | 85094      | Foussaisiens  | 34,42            | 1 099 (2015)                      | 32                 |
| Le Langon                 | 85121      | Langonnais    | 23,74            | 1 076 (2015)                      | 45                 |
| Longèves                  | 85126      | Longévois     | 11,72            | 1 314 (2015)                      | 112                |
| Mervent                   | 85143      | Merventais    | 22,23            | 1 055 (2015)                      | 47                 |
| Montreuil                 | 85148      | Montreuillais | 12,03            | 794 (2015)                        | 66                 |
| L’Orbrie                  | 85167      | Orbriens      | 9,63             | 804 (2015)                        | 83                 |
| Petosse                   | 85174      | Petossais     | 15,90            | 689 (2015)                        | 43                 |
| Pissotte                  | 85176      | Pissotois     | 11,96            | 1 110 (2015)                      | 93                 |
| Le Poiré-sur-Velluire     | 85177      | Pérotins      | 17,02            | 663 (2015)                        | 39                 |
| Saint-Martin-de-Fraigneau | 85244      | Tessonnais    | 13,56            | 809 (2015)                        | 60                 |
| Saint-Michel-le-Cloucq    | 85256      | Michelais     | 17,69            | 1 305 (2015)                      | 74                 |
| Sérigné                   | 85281      | Sérignolais   | 18,69            | 981 (2015)                        | 52                 |
| Velluire                  | 85299      | Velluirois    | 9,58             | 684 (2015)                        | 71                 |
| Vouvant                   | 85305      | Vouvantais    | 20,20            | 860 (2015)                        | 43                 |

Le 1er janvier 2016, à la suite de la fusion de Doix et de Fontaines sous le nom de Doix-lès-Fontaines, le nombre de communes de la communauté de communes passe de 20 à 19.

## Compétences
Obligatoires
- Développement économique
- Aménagement de l’espace communautaire

Optionnelles
- Politique du logement et du cadre de vie
- Protection et mise en valeur de l’environnement
- Tourisme
- Action sociale d’intérêt communautaire

Additionnelles
- Assainissement
- Action dans le domaine culturel, sportif et de la prévention
- Accessibilité

## Historique
La communauté de communes a pour origine un district créé en 1966. En effet, le district du pays de Fontenay-le-Comte est transformé au 11 décembre 2000 en communauté de communes.
La commune de Petosse a rejoint la structure le 17 septembre 2003.

## Administration

### Siège
Le siège de la communauté de communes se situe au 16, rue de l’Innovation, à Fontenay-le-Comte.

### Présidents
| Période       | Période          | Identité           | Étiquette  | Qualité |
| ------------- | ---------------- | ------------------ | ---------- | --- |
| Hiver 2001    | 20 avril 2001    | André Biet         | PS         | Maire du Langon (1971-1983 et 1989-2009) |
| 20 avril 2001 | 18 avril 2008    | Jean-Claude Remaud | PS DVG PRG | Maire de Fontenay-le-Comte (1995-2008) |
| 18 avril 2008 | 28 avril 2014    | Hugues Fourage     | PS         | Maire de Fontenay-le-Comte (2008-2014) Conseiller régional, élu dans la Vendée (2010-2012) Député, élu dans la cinquième circonscription de la Vendée (depuis 2012) |
| 28 avril 2014 | 31 décembre 2016 | Michel Tapon       | DVD        | Maire de Sérigné (depuis 2008) |